# Роналд Лин Ривест
Роналд Лин Ривест (енгл. Ronald Linn Rivest; Скенектади, 1947) је криптограф и професор на МИТ Универзитету на катедри за електротехнику и рачунарство.
Најпознатији је по свом раду на јавном-кључу енкрипцији са Леонардом Ејдлманом и Адијем Шамиром, посебно на RSA алгоритму, за који су 2002. добили Тјурингову награду. 
Проналазач је симетричног кључа енкрипционог алгоритама RC2, RC4, RC5, и ко-проналазач RC6. „RC“ је „Ривестова бројка“, или алтернативно „Ронов код“. (RC3 је био проваљен у RSA обезбеђењу током истраживања, слично RC1 није никада објављен). Такође је написао MD2, MD4 и MD5 криптографске функције за претресање. 
Године 2006. је објавио свој изум „Три листића“ гласачког система, иновативног гласачког система, који укључује могућност гласача да примете да је њихов глас рачунат, док и даље штити њихову гласачку приватност. Најважније, овај систем се не ослања на криптографију уопште. Изневши „Наша демократија је веома важна“, истовремено је сместио „Три листића“ у јавни домен.
Професор Ривест је члан Националне академије за инжењерство, Националне академије наука, и сарадник је Асоцијације за компјутерске машине, Међународне асоцијације за криптографска истраживања, и Америчке академије наука и уметности. Заједно са Ади Шамиром и Лед Едлменом био је награђен, IEEE Кођи Кобајаши наградом за рачунарство и комуникације 2002. Професор Ривест је примио почасну титулу „laurea honoris causa“ универзитета у Риму. Сарадник је светске технолошке мреже, и финалиста за Светску технолошку награду 2002, за комуникациону технологију. Године 2005. примио је MITX награду за животно достигнуће.
Дипломирао је математику на Универзитету Јејл 1969, и докторирао компјутерске науке на Станфорд универзитету 1974. Он је ко-аутор „Увода у алгоритме“, стандардног уџбеника из алгоритама са Томасом Х. Корменом, Чарлсом Е. Лајзерсоном и Клифордом Стејном. Члан је на МИТ-у у лабораторији за компјутерске науке и вештачку интелигенцију у теорији рачунарске групе, и оснивач је њихове групе за криптографију и обезбеђење информација. Такође је био оснивач RSA Data Securty (сада спојена са Security Dynamics и формирао RSA Securty) и Peppercoin-a. Професор Ривест има истраживачких интересовања у криптографији, компјутерској и мрежној сигурности, и алгоритмима.